# Hermann Fey
Hermann Fey (* 26. August 1886 in Gnutz; † 29. März 1964 in Lübeck) war ein deutscher Musikpädagoge, Autor und Gründer der Lübecker Singschule.

## Leben und Wirken
Fey besuchte von 1904 bis 1907 das Lehrerseminar Segeberg und war hier Schüler von Oswalt Stamm (1868–1947). Er ergänzte seine Studien am 1911 neu gegründeten Lübecker Konservatorium und legte in Hamburg die Prüfung für Musiklehrer an Höheren Schulen ab. 1915 wurde er Organist an St. Nicolai in Mölln und 1922 an St. Matthäi in Lübeck. Seit Anfang der 1920er Jahre wirkte er als Lehrer an einer Mädchen-Mittelschule in Lübeck.
Am 8. Oktober 1923 gründete er nach Augsburger Vorbild die Lübische Singschule. Sie bot Unterricht in Stimmbildung, Sprechtechnik und allgemeiner Musiklehre. Neben einem Mädchenchor umfasste sie einen Frauenchor und einen Männerchor. Ein erstes Konzert fand am 19. Januar 1924 statt. In den Folgejahren erwarb sich die Schule hohes Ansehen. Ihre Konzertprogramme umfassten kirchliche und weltliche Werke von der Renaissance bis zur Gegenwart sowie die Pflege des Volkslieds. Ab 1927 wurde sie aus städtischen Mitteln unterstützt. Fey blieb neben der Leitungsfunktion seiner Schule hauptamtlich im Lübecker Schuldienst und wurde an die Oberrealschule zum Dom versetzt, später an das Oberlyzeum am Falkenplatz. Der Senat der Hansestadt Lübeck verlieh ihm den Titel Musikdirektor. 1933 wurde die Singschule in das neugegründete Staatskonservatorium, die heutige Musikhochschule Lübeck eingegliedert. Nach einer tiefen Krise, in der die Schülerzahl von 489 auf 140 gefallen war, gelang 1936 ein Neuanfang. 1941 wurde Fey Organist der Petrikirche, die jedoch beim Luftangriff auf Lübeck im März 1942 zerstört wurde. Er hielt die Chorarbeit der Singschule soweit es ging aufrecht, und schon am 21. Juli 1945 gab die Singschule das erste Lübecker Konzert nach Kriegsende in der Jakobikirche.
Neben seiner pädagogischen Tätigkeit gab er Liedersammlungen heraus und forschte über die Verbindung Theodor Storms zur Musik.
Er war Mitglied der Lübecker Freimaurerloge Zur Weltkugel.
Hermann Fey ist mit dem Schriftsteller Friedrich Ernst Peters verwandt. Die Urgroßväter waren Brüder.
Feys Nachlass befindet sich im Archiv der Hansestadt Lübeck.

## Schriften
- Volkskinderlieder aus Schleswig-Holstein: für die Pflege des Gesanges in den ersten Schuljahren. Flensburg: Westphalen 1910
- Moderner Schulgesang: Reformbestrebungen auf dem Gebiete des Schulgesanges: mit Rücksicht auf den neuen Lehrplan von 1914 bearbeitet. (Friedrich Mann’s Pädagogisches Magazin 584) 1914
- Schleswig-holsteinische Musiker: von dem ältesten Zeiten bis zur Gegenwart: ein Heimatbuch. Hamburg 1922
- Der volkstümliche Chorgesang in Schleswig-Holstein. Lübeck: Schmidt-Römhild 1961